# Zamach w Trypolisie (2013)
Zamach w Trypolisie miał miejsce 23 sierpnia 2013 i był wymierzony w libańskich sunnitów. Terroryści zaatakowali sunnickie meczety, w wyniku czego zginęło 47 osób, a 500 zostało rannych.

## Tło
W Libanie trwał konflikt wewnętrzny między sunnitami i szyitami. Podziały te zaostrzyły się, kiedy w wojnę domową w sąsiedniej Syrii zaangażował się szyicki Hezbollah, walczący tam z sunnickimi bojówkami i radykałami. Sunnicka część społeczeństwa Libanu popierała syryjskich opozycjonistów, z kolei szyici opowiadali się za syryjskim prezydentem Baszszarem al-Asadem. Sympatie te doprowadziły do konfliktu na terenie Libanu.

## Zamach
23 sierpnia 2013 w wyniku wybuchu dwóch bomb umieszczonych w samochodach w pobliżu sunnickiego meczetu at-Takwa w dzielnicy Az-Zahirijja i meczetu as-Salam w Al-Minie zginęło 47 osób, a 500 zostało rannych. W wynik pierwszej eksplozji pod at-Takwa zginęło co najmniej 14 osób, reszta ofiar zginęła pod as-Salam, kiedy wybuchł samochód z umieszczonym w środku stukilogramowym ładunkiem wybuchowym.
Był to prawdopodobny odwet za zamach dokonany tydzień wcześniej w stolicy Libanu – Bejrucie. 15 sierpnia 2013 doszło do wybuchu samochodu-pułapki na południowych przedmieściach Bir al-Abid. Zginęło wówczas 27 osób, a 290 zostało rannych. Według libańskich władz był to najbardziej krwawy zamach w Bejrucie od 30 lat. Do zamachu przyznały się Liwa A’isza Umm al-Muminin (sunnickie Brygady A’iszy Matki Wiernych). Z kolei za atakiem odwetowym w Trypolisie stał prawdopodobnie szyicki Hezbollah.